# Чевес, Лэнгдон
Лэ́нгдон Че́вес (англ. Langdon Cheves, 17 сентября 1776 — 26 июня 1857) — американский политик и государственный деятель, юрист и бизнесмен из Южной Каролины. Спикер Палаты представителей США в период с 1814 по 1815 год, генеральный прокурор Южной Каролины в период с 1808 по 1810 год, президент Второго банка США с 1819 по 1823 год.

## Ранняя жизнь
Лэнгдон Чевес родился 17 сентября 1776 года в форте Буллтаун на реке Роки в Южной Каролине. Его отец Александр был уроженцем Бьюкена, Абердиншир, Шотландия. Его мать Мэри Лэнгдон была из Вирджинии и переехала в отдалённые районы Южной Каролины со своим отцом, фермером и врачом. Среди их соседей были Эндрю Пикенс и семья Кэлхун.
Чевес родился в форте Буллтауне во время продолжающейся войны междуирландскими шотландцами и индейцами чероки, которую поселенцы приписывали британскому подстрекательству в начале Американской революции. Беременную мать Чевеса приютили в форте для её защиты. Вскоре после его рождения его тётя по материнской линии покинула форт за припасами и была убита и скальпирована вражескими войсками.
Его мать умерла 20 ноября 1779 года. Позже Чевес описал, как он стоял у могилы матери как самое раннее воспоминание своего детства. Вскоре после этого он был передан на попечение его тёте и дяде по отцовской линии, Томасу и Маргарет (урождённая Агнью) Шевес. Отец Чевеса, Александр, вступил в ряды лоялистов под командованием майора Джона Гамильтона, но его брат Томас был патриотом, сражавшимся под командованием Эндрю Пикенса в битве при Кеттл-Крик.
После того, как позиции лоялистов стали ухудшаться, его отец Александр передал ему свою собственность опасаясь конфискации. В дальнейшем он отправился в изгнание, сначала в Новую Шотландию, а затем в Лондон. Однако он не был встречен британскими властями доброжелательно и не получил вознаграждения за свою службу, и вскоре решился вернуться в Америку.
В этот период Лэнгдона воспитывали его тётя и дядя на их семейной ферме с четырьмя младшими кузенами. Когда они достигли подходящего возраста, дети начали учиться у Эндрю Вида, лидера общины и правящего старейшины местной пресвитерианской церкви.
В 1785 году Александр Чевес вернулся из ссылки со своей второй женой Сюзанной Крейг, основал бизнес в Чарльстоне и забрал сына Лэнгдона от брата.
В 12 лет отец Лэнгдона забрал его из школы и отдал в ученики Джеймсу Джеффрею, торговцу, уроженцу Глазго и товарищу по обществу Святого Андрея.
Лэнгдон начал с выполнения чёрной работы в магазине отца, после чего был повышен до уровня суперкарго для сопровождения грузов на остров Эдисто и обратно. К 1792 году в возрасте 16 лет его повысили до старшего клерка. В этой роли он познакомился со многими ключевыми торговцами города и произвёл на них впечатление, включая Джона Поттера, у которого Чевес лично получил ссуду для ведения бизнеса. Впоследствии именно Поттер будучи директором Банка США обеспечил избрание Чевеса его президентом.

## Юридическая карьера
Несмотря на советы своих друзей, которые считали его «прирождённым коммерсантом», Чевес начал изучать право в возрасте 18 лет. Раннее образование он получил в основном самостоятельно благодаря личной библиотеке, лишь французскому и латыни его индивидуально обучал репетитор. После смерти своего нанимателя Джеймса Джафрея 15 октября 1795 года Чивз встретился с Уильямом Маршаллом, поверенным, назначенным на поместье Джеффрея, и будущим судьёй Суда по делам справедливости Южной Каролины. Чевес подал заявку на чтение закона в офисе Маршалла, и его ученичество началось в начале 1796 года. Хотя закон Южной Каролины требовал четырёхлетнего чтения для выпускников, не окончивших колледж, Чевес явился на экзамен перед адвокатской коллегией 13 октября 1797 года и был принят в её состав.
Он открыл офис в Чарльстоне, который арендовал у Элиху Х. Бэй и разделил с Робертом Джеймсом Тернбуллом. Чтобы улучшить своё публичное выступление, Чевес вступил в Филоматейском дискуссионном Обществе, которое также стало общественным клубом. Там он познакомился с Уильямом Лаундсом.
К маю 1800 года практика и общественное положение Чевеса выросли. Он купил раба, чтобы тот служил ему личным слугой, улучшил своё платье и подал заявление о прохождении практики в суде Соединённых Штатов по округу Южная Каролина. В 1801 году он принял партнёрство с Джозефом Писом, квакером, уроженцем Вест-Индии. Партнёрство принесло финансовый успех; каждый зарабатывал более 10 000 долларов в год, а за последующие два года с 1807 по 1809 год каждый заработал по 20 000 долларов (примерно 324 042 доллара в 2020 году).
Когда в 1808 году он стал Генеральным прокурором штата Южная Каролина, работа и престиж фирмы резко возросли. Среди молодых частных клерков Чевеса в течение этих двух лет были Джон М. Фелдер, Джон Лоренс Норт, Томас Смит Гримке и будущий сенатор США Роберт Янг Хейн. Позже Чевес передал свою юридическую практику Хейну.
Летом 1807 года Пис объявил о своих планах уехать из Чарльстона в Филадельфию и Чевес, считавший, что Пис не выполнил свою долю партнёрства, пожелал распустить фирму. Однако в результате переговоров он согласился на годичное партнёрство с Амосом Б. Нортрупом.

## Политическая деятельность
Летом 1798 года, возмущённый плохим обращением французов с американским послом и уроженцем Чарльстона Чарльзом Котсуортом Пинкни, Чевес присоединился к Чарльстонской федералистской компании — неформальной военно-социальной группе, сформированной для защиты гавани в случае нападения французов — и стал её казначеем.
9 марта 1802 года Чевес был избран в городской совет Чарльстона.

### Палата представителей Южной Каролины
В октябре 1802 года Чевес был избран представлять город (как приход Св. Филиппа и Св. Михаила) в Палате представителей Южной Каролины. К этому времени Партия федералистов пришла в упадок в штате, даже в её прежнем оплоте Чарльстоне. Чевес отождествлялся с молодой республиканской фракцией. Он не принимал активного участия в делах Палаты представителей, сосредоточившись вместо этого на своей юридической практике и отказавшись баллотироваться на переизбрание в 1804 году.
Чевес вернулся в политику в 1806 году, снова баллотировавшись в Палату представителей от республиканской партии. Он получил больше голосов, чем любой другой кандидат. С начала нового срока Чевес был назначен председателем Судебного комитета и Комитета по привилегиям и выборам.

### Генеральный прокурор Южной Каролины
7 декабря 1808 года Чевес был избран Генеральным прокурором Южной Каролины. В этой роли он консультировал губернатора Джона Дрейтона по правовым вопросам, лично представлял государство в восточных окружных судах и расширял свою частную практику.

### Палата представителей США
Чевес вошёл в состав Палаты представителей США во время 11-го Конгресса. В 1812 году Чевес был переизбран в 13-й Конгресс. Его противником был лидер федералистов Южной Каролины Джон Ратледж-младший. Во время 11-го Конгресса, Чевес работал в двух второстепенных специальных комитетах: один занимался регистрацией банков, а другой — завершением переписи населения 1810 года. Во время своего второго срока Чевес работал в Комитете по путям и средствам и возглавлял Специальный комитет по военно-морским делам.
Как председатель Комитета по военно-морским делам, Чевес сыграл ключевую роль в обеспечении готовности и ассигнованиях на предстоящую войну. Он начал с подачи подробных запросов министру военно-морского флота Полу Гамильтону и военному министру Уильяму Юстису.
К декабрю он составил каталог ограниченных военно-морских сил страны и начал планировать, с советом Гамильтона и Юстиса, ассигнования на дополнительные корабли и укрепления. 17 декабря 1811 года он представил два отчёта по военно-морским делам. Первый рекомендовал 1 000 000 долларов (примерно 15 554 000 в 2020 году) «на защиту нашей морской границы» путём восстановления существующих оборонительных сооружений. Второй санкционировал закупку судовой древесины, ремонт всех неиспользуемых судов, создание национального ремонтного дока и строительство десяти дополнительных фрегатов, «в среднем из тридцати восьми орудий».
Чевес выступил с речью от имени комитета 17 января 1812 года, защищая обновлённый флот как единственную эффективную защиту американской «торговли и наших нейтральных прав на океан».
Будучи вторым по значимости членом Комитета по путям и средствам, Чевес также сыграл ключевую роль в обеспечении ассигнований на финансирование войны. Министр финансов Альберт Галлатин подсчитал, что война потребует около 21 000 000 долларов новых доходов, половина из которых будет выплачиваться из долга, а половина — за счёт новых налогов.

### Спикер палаты
14 января 1814 года президент Джеймс Мэдисон назначил комиссию для переговоров о мире с Великобританией, в которую вошли Альберт Галлатин, Джон Куинси Адамс и спикер Генри Клей. Когда Клэй уехал из страны, он был вынужден уйти в отставку, что спровоцировало выборы его преемника. Федералисты выразили свою поддержку Чевесу, который получил небольшое большинство голосов над Феликсом Гранди, пользовавшегося поддержкой фракции республиканцев и бывшего спикера Натаниэль Мейкон из Северной Каролины. Генри Клей призвал республиканцев объединиться вокруг Чевеса. По итогам голосования Чевес был избран спикером.
Как спикер, Чевес был строгим парламентарием. Он потребовал, чтобы участники ограничились в своих комментариях ожидающим рассмотрения ходатайством, и не терпел личных нападок, как это часто случалось при его предшественниках. Он произнёс только одну речь, оплакивая потери в войне, когда Наполеон был на грани очевидного поражения, а Великобритания угрожала тотальным господством над морской торговлей, Чевес успешно добился отмены ограничительной системы своего предшественника Генри Клея. Вскоре после этого он вернулся в Чарльстон и сообщил лидерам партии, что не будет кандидатом на переизбрание на третий срок.
В сентябре Конгресс срочно вернулся в Вашингтон на специальное заседание. 24 августа 1814 года Вашингтон был эвакуирован так как британцы сожгли город.
На следующую ночь торнадо уничтожил большую часть того, что осталось. Дом переехал в небольшую комнату в здании Главпочтамта и Патентного ведомства, которое раньше было гостиницей.
Впоследствии Чевес голосовал за перенос столицы из Вашингтона, но в результате через неделю Палата изменила своё решение, не выбрав альтернативного места.
23 ноября 1814 года умер вице-президент Элбридж Джерри, таким образом должность временного президента Сената была вакантной, поэтому Чевес ненадолго стал следующим в очереди на данный пост. Однако данный статус продлился всего два дня, пока сенатор Джон Гайяр не был избран временным президентом.
По истечении срока полномочий Чевес посвятил себя своей юридической практике в баре Чарльстона. В 1815 году он также был назначен судьёй высшего суда Южной Каролины. Чевес был назначен главным комиссаром по рассмотрению претензий по Гентскому договору.

## Второй банк США
Вскоре после того, как Чевес покинул свой пост в марте 1815 года, президент Мэдисон успешно лоббировал закон на 14-м Конгрессе с целью переоформления Второго банка США, штаб-квартира которого находилась в Филадельфии. Первым президентом банка был назначен Уильям Джонсон. Под руководством Джонса Банк вскоре был чрезмерно расширен за счёт ссуд для филиалов и решения принимать векселя, часто обеспеченные собственными акциями, от подписчиков вместо наличных денег. Несмотря на неоднозначную финансовую политику, Банк первое время процветал в условиях бурно развивающейся послевоенной экономики.
Срок полномочий Джонса подошёл к концу после паники 1819 года в результате которой Банк оказался на грани краха. Сам Чевес позже называл Банк в этот период «кораблём без руля и парусов, с ограниченным запасом провизии и воды в бурном море и вдали от суши». В результате руководством Банка было принято решение приостановить операции 20 июля 1818 года и потребовать выплаты звонкой монеты от государственных банков. Данный факт привёл к банкротству многих и вызвал волну негодования.
В декабре 1818 года держатели акций Второго банка Чарльстона попросили Чевеса разрешения выдвинуть его кандидатуру на пост президента Банка на предстоящем заседании правления. По результатам раздумий Чевес дал своё согласие. Сам Чевес был одним из основателей, но неактивным членом правления Чарльстонского филиала, который позже охарактеризовал себя как «невежественный и не знающий о действительного состояния дел в банке».
Его сторонники в Чарльстоне заручились мощной поддержкой Стивена Жирара из Филадельфии и Александра Брауна из Балтимора. Они избрали Чевеса в совет директоров 5 января 1819 года, но не желая вести ожесточённую борьбу за лидерство, им не удалось сместить Джонса с поста президента Банка. Чевес занял пост члена совета директоров Банка с надеждой, что он будет повышен в 1820 году, когда Джонс уйдёт на пенсию. Вместо этого специальный комитет Палаты представителей США под председательством Джона Кэнфилда Спенсера предъявил Джонсу и правлению обвинения в нарушениях устава банка, неудовлетворительном управлении и спекуляционных операциях. Джонс с позором подал в отставку 21 января. Чевес стал его преемником. Он принял пост президента банка 15 февраля 1820 года, а 6 марта 1820 был приведен к присяге.
На следующий день после того, как Чевес вступил в должность, председатель Верховного суда США Джон Маршалл высказал своё мнение по делу Маккалок против Мэриленда, поддерживая освобождение Банка от налогов штата, таким образом укрывая Банк от его политических оппонентов на уровне штата.
Ранний срок пребывания Чевеса был сосредоточен на исправлении невыполненных обещаний администрации Джонса, обеспечении денежно-кредитного сокращения на уровне филиалов, а также обеспечение надлежащий деятельности работы филиалов в различных штатах. Он снизил заработные платы работникам и ввёл активную служебную переписку с министром финансов Уильямом Х. Кроуфордом[уточнить]. Однако в 1822 году Чевес подал в отставку.

## Личная жизнь
Чевес встретил свою жену Мэри Элизабет Даллес на обратном пути из Монреаля. Они поженились 6 мая 1806 года в доме Даллесов в Чарльстоне. В браке у них родилось десять детей.
В 1814 году Чевес был избран членом Американского антикварного общества. В 1821 году Чевес был избран членом Американского философского общества в Филадельфии.

## Смерть
Чевес умер 26 июня 1857 года в городе Колумбия, штат Южная Каролина.